# Mollie Rouse
Mollie Anne Rouse (* 27. November 1998 in Warwickshire) ist eine englische Fußballspielerin. Seit der Saison 2024/2025 spielt sie für Spokane Zephyr FC aus Spokane, Washington, USA in der USL Super League.

## Karriere

### Vereine
Rouse begann im Birminghamer Stadtteil Aston für die dort ansässige Frauenfußballabteilung von Aston Villa mit dem Fußballspielen und rückte im weiteren Verlauf in deren Erste Mannschaft auf. In der FA Women’s Super League spielte sie in der seinerzeit von 2014 bis 2018 bestehenden 2. Division, von 2016 bis 2017.
Nach ihrem Schulabschluss in Stratford-upon-Avon hielt sie sich vier Jahre lang in den Vereinigten Staaten auf. Zunächst war sie zwei Jahre an der University of Louisville eingeschrieben und kam für deren Sport-Team, die Cardinals vom 24. August 2017 bis zum 20. September 2018 in insgesamt 20 Punktspielen zum Einsatz, in denen ihr vier Tore gelangen. Anschließend war sie an der University of Central Florida eingeschrieben und bestritt für das Sport-Team, die Knights, vom 22. August bis zum 8. November 2019 19 Punktspiele, in denen ihr ein Tor gelang.
Nach England zurückgekehrt, kam sie in der Rückrunde der Saison 2020/21 zunächst für den Zweitligisten Lewes FC Women in der FA Women’s Championship zum Einsatz, danach von Juli 2021 bis August 2022 für den Ligakonkurrenten London City Lionesses.
Zur Saison 2022/23 wurde sie vom Bundesligisten 1. FFC Turbine Potsdam verpflichtet. Von den 22 Saisonspielen verpasste sie lediglich die Punktspiele am ersten und zehnten Spieltag. Bei ihrem Debüt am 25. September 2022 bei der 0:3-Niederlage im Heimspiel gegen den Neuling MSV Duisburg wurde sie in der 49. Minute für Noemi Gentile eingewechselt. Mit dem Abstieg ihrer Mannschaft kehrte sie nach England zurück und ist dort nunmehr Spielerin des Zweitligisten AFC Sunderland.

### Nationalmannschaft
Rouse bestritt im Zeitraum von 2013 bis 2015 23 Länderspiele für die U17-Nationalmannschaft und erzielte zwei Tore. Mit ihr nahm sie an den Europameisterschaften 2014 und 2015 teil. Nachdem sie in ihrem ersten Turnier alle drei Spiele der Gruppe A bestritten und im letzten, beim 6:1-Sieg über die U17-Nationalmannschaft Portugals, ein Tor erzielt hatte, qualifizierte sie sich mit ihrer Mannschaft als Zweitplatzierter für die Finalrunde. Nach der 0:3-Halbfinalniederlage gegen die U17-Nationalmannschaft Spaniens wurde auch das Spiel um Platz 3 gegen die U17-Nationalmannschaft Italiens mit 3:4 im Elfmeterschießen verloren. Im Jahr darauf kam sie lediglich im zweiten Spiel der Gruppe A, beim 3:1-Sieg über die U17-Nationalmannschaft Islands, zum Einsatz.
Im Jahr 2017 bestritt sie mit der U19-Nationalmannschaft drei EM-Qualifikationsspiele im April, sowie drei in der Gruppe B und eins in der Finalrunde im Spiel um Platz 5, beim 2:0-Sieg über die Auswahl Schottlands.
Mit der U20-Nationalmannschaft nahm sie an der Weltmeisterschaft 2018 in Frankreich teil, bestritt alle Spiele der Gruppe B sowie das Halbfinale und das Spiel um Platz 3, das mit 4:2 im Elfmeterschießen gegen die Auswahl Frankreichs gewonnen wurde.

## Erfolge
Nationalmannschaft
- Dritter U20-Weltmeisterschaft 2018

Aston Villa LFC
- U17-Meister 2014, 2015